# Cyperus elephantinus
Cyperus elephantinus är en halvgräsart som först beskrevs av Charles Baron Clarke, och fick sitt nu gällande namn av Charles Baron Clarke. Cyperus elephantinus ingår i släktet papyrusar, och familjen halvgräs. Inga underarter finns listade i Catalogue of Life.